# Migoplastis correcta
Migoplastis correcta là một loài bướm đêm thuộc phân họ Arctiinae, họ Erebidae.